# 郎渓県
郎渓県（ろうけい-けん）は中華人民共和国安徽省宣城市に位置する県。

## 行政区画
- 鎮:建平鎮、十字鎮、新発鎮、濤城鎮、梅渚鎮、畢橋鎮、飛鯉鎮
- 郷:凌笪郷、姚村郷
- 郎渓経済開発区

## 交通

### 鉄道
- 中国鉄路総公司
  - 宣杭線
    - 十字舗駅

### 道路
- 高速道路
  - 滬渝高速道路
  - 溧寧高速道路